# Dobrzyca
Dobrzyca (niem. Dobberschütz) – miasto w Polsce, w województwie wielkopolskim, w powiecie pleszewskim, siedziba gminy miejsko-wiejskiej Dobrzyca. Jest to druga pod względem liczby mieszkańców miejscowość powiatu pleszewskiego.

## Położenie
Położona na Wysoczyźnie Kaliskiej, nad rzeczką Potoka (do XVI wieku nosiła nazwę Dobrzyca), która wpływa do rzeki Lutyni. 11 km na wschód od Koźmina Wielkopolskiego, 17 km na południowy wschód od Jarocina, 12 km na południowy zachód od Pleszewa. Leży na skrzyżowaniu dróg powiatowych z Ostrowa Wlkp. do Jarocina i z Pleszewa do Krotoszyna i Koźmina Wlkp. W miasteczku znajdowała się stacja Dobrzyca rozebranego odcinka Krotoszyn – Pleszew Krotoszyńskiej Kolei Dojazdowej.
Pociągi skończyły kursować 12 stycznia 1986 r. Obecnie, najbliższy czynny przystanek kolejowy jest w Kotlinie, około 10 km w kierunku północny wschód i obsługuje połączenia ze stacjami Poznań Główny, Kępno, Ostrów Wielkopolski, Łódź Kaliska, Odolanów, Ostrów w godzinach 4:40 – 22:57.
Połączenia z innymi miejscowościami zapewniają Jarocińskie Linie Autobusowe, Pleszewskie Linie Autobusowe i MZK Ostrów Wlkp.
Stacja kolejowa obsługująca połączenia regionalne i ogólnopolskie to stacja Pleszew w Kowalewie, znajdująca się w odległości około 10 km.  Przez Dobrzycę przebiega lokalny łącznik Transwielkopolskiej Trasy Rowerowej. Oznaczony jest jako szlak niebieski . Prowadzi z Twardowa przez Kotlin, Strzyżew, Dobrzycę do Pleszewa.

## Historia
Wykopaliska archeologiczne dokumentują przeszłość Dobrzycy już na czasy rzymskie.
Dobrzyca przyjęła nazwę od pierwszego właściciela Mikołaja Dobrzyckiego herbu herbu Leszczyc, którego wpis do ksiąg ziemskich pochodzi z 1327 r. Osada rozwijała się dzięki traktowi handlowemu biegnącemu z Koźmina do Kalisza. Lokacja miasta (na Prawie magdeburskim) nastąpiła prawdopodobnie przed rokiem 1440. Dziś przyjmuje się, że prawa miejskie i herb otrzymała 8 maja 1440 od króla Władysława, zwanego później Warneńczykiem.
Z chwilą otrzymania praw miejskich nastąpił podział Dobrzycy. Dzieliła się wtedy ona na Dobrzycę miasto i Dobrzycę wieś zwaną również Klonowem. Dobrzycę i Klonów oddzielała rzeczka Patoka. Otrzymanie praw miejskich przyczyniło się również do rozkwitu gospodarczego (duże znaczenie miało prawo na targi i jarmarki). Miasto w bardzo szybkim tempie stało się bardzo zamożne, dzięki korzystnemu położeniu przy szlaku handlowym wiodącym z Koźmina Wlkp. do Kalisza. Mieszkańcom pozwolono zakładać sady między wsią Dobrzycą a młynem obok sadzawki. Zostali zwolnieni od wszelkiej pracy na rzecz dworu. Mieli również prawo użytkować dworskie pastwiska, zbierać chrust na opał i wycinać drewno budulcowe z wyłączeniem pańskiej kniei. W czasie wojny trzynastoletniej Dobrzyca wystawiła w 1458 roku 1 pieszego na odsiecz oblężonej polskiej załogi Zamku w Malborku.
O zamożności miasta może świadczyć zapis w Księdze Miejskiej z roku 1618, w którym dochód wyniósł 15 florenów i 24 grosze.

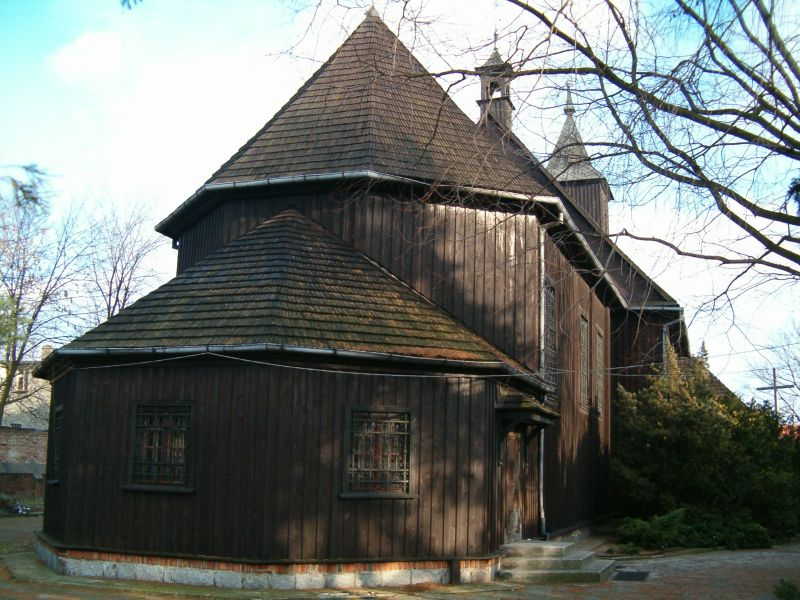
Kościół parafialny pw. Św. Tekli, widok na zakrystię

Była wtedy niewielkim miasteczkiem rolniczym. Księga chrztów kościoła parafialnego z lat 1603–1640 podaje liczne rzemiosła wykonywane przez mieszkańców: młynarstwo, piekarstwo, rzeźnictwo, olejnictwo, stolarstwo, ciesielstwo, bednarstwo, kowalstwo, węglarstwo, kołodziejstwo, szewstwo, sukiennictwo, garbarstwo i garncarstwo. Mimo tak rozległego rzemiosła miasto liczyło nie więcej niż tysiąc mieszkańców.
W XVI w. pojawili się Bracia czescy. W XVII wieku, w czasie potopu szwedzkiego, Dobrzyca została zniszczona.
W 1655 roku Dobrzyca i okoliczne miejscowości jak Budy, Koźmin Wlkp., Galew i Borzęcice stały się miejscem postoju wojsk hetmana polnego Jerzego Lubomirskiego (jak głosi legenda, sam Lubomirski nocował w dobrzyckim pałacu), który pobił wojska królewskie pod Częstochową 10 sierpnia, ale sam poniósłszy znaczne straty cofnął się do Wielkopolski.
Dobrzycę nawiedzały różne klęski, jak epidemie cholery w latach 1624 i 1707-1712, a także pożary m.in. w 1545, 1611, 1752, 1753, 1756, 1777 i w 1820 oraz 23 września 1838 r.
Pod koniec XVIII wieku następuje ożywienie gospodarcze. Po pożarze w 1777 r. odbudowano miasto i nadano mu czytelny wyraz architektoniczny z czworobocznym rynkiem. W 1778 r. zbudowany został obecny kościół drewniany posiadający piękne wyposażenie wnętrza, jednolite rokokowe z lat 1780-1783, wykonane przez rzeźbiarza kaliskiego Franciszka Eytnera.
Miasto otrzymało nowe przywileje m.in. organizowało dwanaście jarmarków w ciągu roku, przybywało również rzemieślników. W czasie zaboru pruskiego Dobrzyca należała do powiatu Krotoszyn (1793-1919). Według spisu urzędowego z 1837 roku miasto liczyło 937 mieszkańców, którzy zamieszkiwali 122 dymy (domostwa).
W czasie Wiosny Ludów w 1848 r. mieszczanie wystąpili przeciwko władzom pruskim. Na czele Powiatowego Komitetu Narodowego stał dziedzic Sośnicy, patriota – Michał Chłapowski.
W ręce polskie dobra dobrzyckie wróciły w 1890 r. Koniec XIX w. to okres, w którym na terenie Dobrzycy powstały pierwsze zakłady przemysłowe, np. mleczarnia, zakład produkcji pantofli, także Kółko Rolnicze, bank ludowy, organizacje społeczno-kulturalne jak Koło Śpiewacze, nadal działające Bractwo Kurkowe oraz OSP.

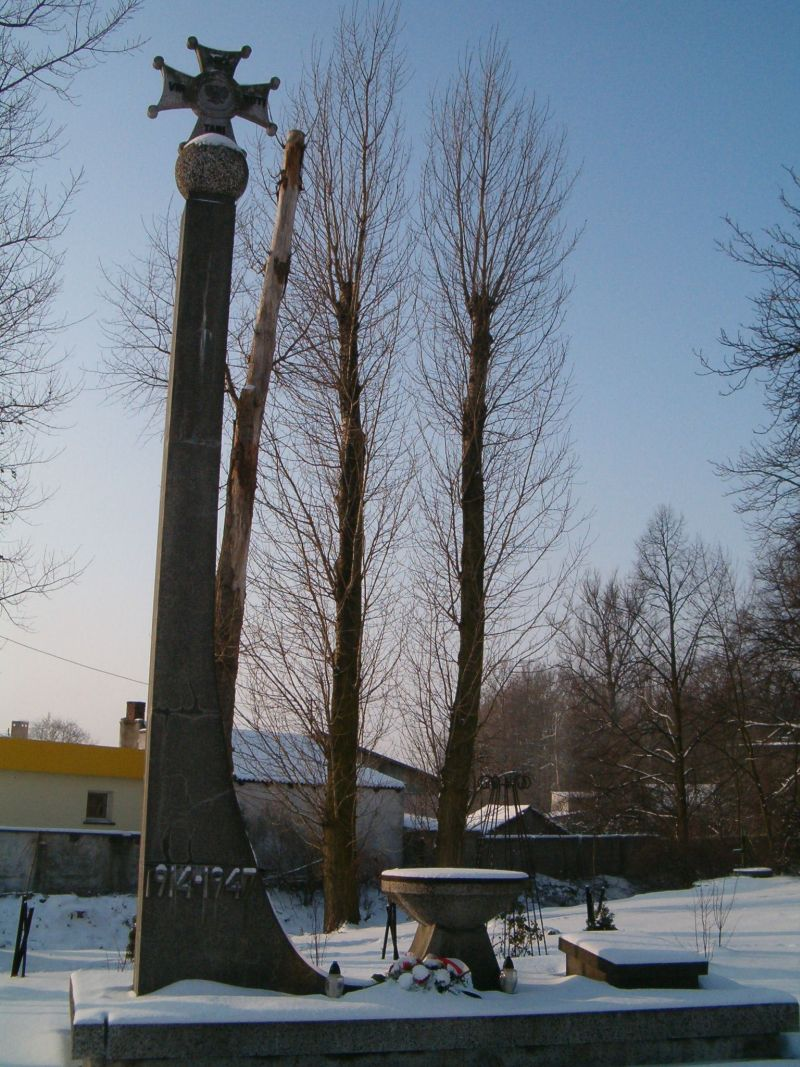
Pomnik poległym w walce o niepodległość i obronę ojczyzny

Po odzyskaniu przez Polskę niepodległości Dobrzyca miała charakter ośrodka rzemieślniczo-usługowego. Działało Towarzystwo Przemysłowców.
Powstawały liczne organizacje o charakterze świeckim i kościelnym np. Towarzystwo Wincentek, Katolickie Stowarzyszenie Młodzieży Męskiej i Żeńskiej, Koło Włościanek, OSP, Towarzystwo Gimnastyczne „Sokół”, Katolickie Towarzystwo Robotników Polskich.

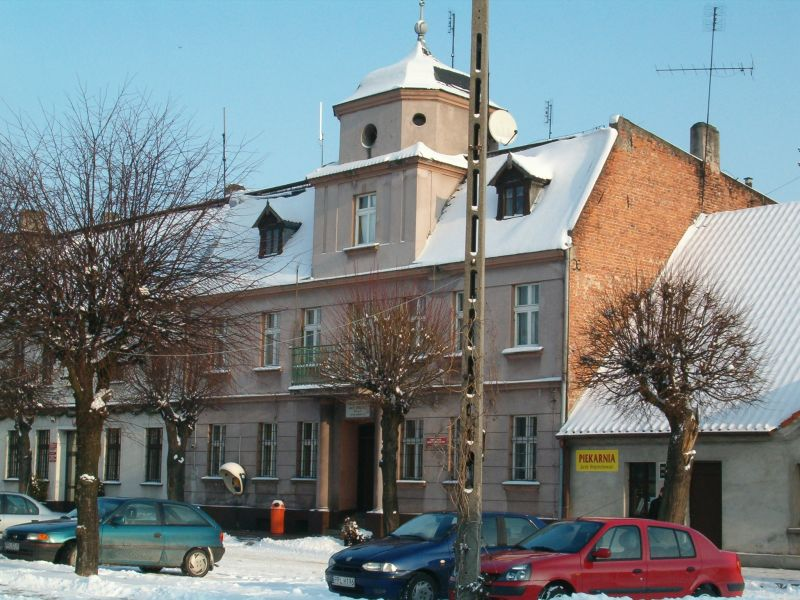
Ratusz Miejski z przełomu lat 20 i 30 XX wieku

Dobrzyca utraciła prawa miejskie w 1934 r. z powodów zbyt małej liczby ludności (1187, Rada Ministrów uznała wówczas za minimalny poziom 3000 osób).
W 1939 r. rozpoczęła się w Dobrzycy okupacja niemiecka (okupacyjna administracja niemiecka narzuciła nazwę Dobberschütz / Wartheland, która obowiązywała do wkroczenia wojsk radzieckich 24 stycznia 1945 r.)
W okresie powojennym rozwijała się spółdzielczość (m.in. Rolnicza Spółdzielnia Produkcyjna, Gminna Spółdzielnia, Spółdzielcze Kółka Rolnicze, spółdzielczość mleczarska). Powstało wiele obiektów, jak: Gminny Ośrodek Zdrowia, Szkoła Podstawowa, Bank Spółdzielczy. W wyremontowanych i rozbudowanych obiektach znalazły siedzibę Gminny Ośrodek Kultury i Gminna Biblioteka Publiczna.
Zawiązała się Spółdzielnia Mieszkaniowa w Dobrzycy. Dzięki wyprowadzeniu lokatorów z pałacu Gorzeńskich mogło powstać Muzeum: Zespół Pałacowo-Parkowy w Dobrzycy.
W latach 1975–1998 miejscowość należała administracyjnie do województwa kaliskiego. Z dniem reformy administracyjnej w 1999 r. Dobrzyca została włączona do powiatu pleszewskiego i znalazła się w granicach województwa wielkopolskiego.
Z okolic Dobrzycy pochodził Stanisław Mikołajczyk. W kronice parafialnej kościoła pw. św. Tekli w Dobrzycy pod datą 3 grudnia 1945 roku ówczesny proboszcz, ks. Stanisław Śniatała wpisał: W poniedziałek, dnia 3 grudnia odbył się chrzest Kazimierza Józefa Ignasiaka, syna gospodarza Antoniego, którego do chrztu świętego trzymał wicepremier Rządu obecnego p. Stanisław Mikołajczyk, prezes PSL, szwagier Ignasiaka. Mimo że dopiero dziś rano dostojny chrzestny swój przyjazd zaanonsował, zebrało się gapiów w Kościele dużo, miasto przybrało się we flagi. Po chrzcie p. Premier z ojcem chrzestnięcia, kumoszką (kumoszka – matka chrzestna, którą była Joanna Dutkiewicz – Mielcarz, mieszkająca do dziś w Dobrzycy) i swym adjutantem wstąpili na probostwo i zabawili pół godziny. Jest moim dawnym znajomym, bo pochodzi ze Strzyżewa, uczęszczał do mnie na naukę katechizmową, brał ode mnie książki do czytania, gdy jeszcze biblioteka KSM była niewielką – a także dawałem mu ślub 21.10.1924 z Cecylią Ignasiakówną. Miło mi stwierdzić, że p. Mikołajczykowi kariera polityczna w głowie nie przewróciła i przynajmniej wobec mnie zachował się jak dawniejszy uczeń i wychowanek, a nie jak dostojna eminencja i działacz głośny nie tylko w Polsce, ale i na całym świecie.
Wieloletnią posługę proboszcza dobrzyckiej parafii pełnił ksiądz Stanisław Śniatała, autor publikacji Dobrzyca – monografija historyczna.
Od 1990 r. istnieje Towarzystwo Miłośników Ziemi Dobrzyckiej, które było inicjatorem i wydawcą lokalnego miesięcznika Notatki Dobrzyckie. W 1997 r. otwarto filię Wielkopolskiego Uniwersytetu Ludowego.
W 2014 r. odzyskała prawa miejskie.
Nadanie Dobrzycy statusu miasta w 2014 roku było pierwszym w XXI wieku nadaniem praw miejskich miejscowości położonej na terenie Wielkopolski. Poprzedni taki akt nastąpił w 2000 i dotyczył miejscowości Nekla (pow. wrzesiński). Za przykładem Dobrzycy kolejne wielkopolskie miejscowości rozpoczęły starania aby odzyskać prawa miejskie. W 2015 roku status miasta odzyskał Chocz, w 2016 Jaraczewo a w 2017 Opatówek.

## Właściciele

### Od średniowiecza do czasów Odrodzenia

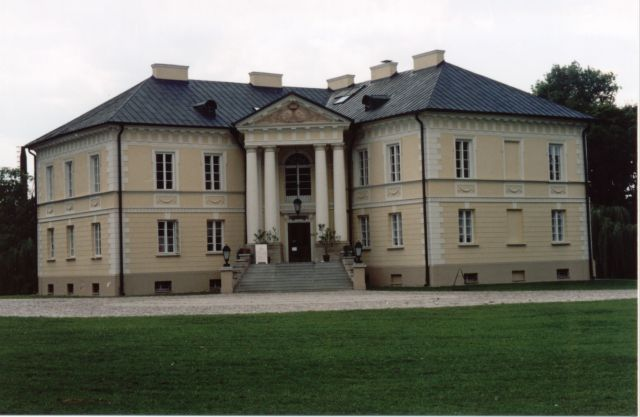
Pałac Gorzeńskich – elewacja frontowa, obecnie Muzeum Ziemiaństwa

Po raz pierwszy nazwa Dobrzyca pojawiła się w dokumencie z 1327 roku, wydanym przez sędziego kaliskiego Jakuba; wystąpił tam świadek – Nicolao de Dobrycia (Mikołaj Dobrzycki) herbu Leszczyc. Osada rozwijała się dzięki traktowi handlowemu biegnącemu z Koźmina do Kalisza. Lokacja miasta (na Prawie magdeburskim) nastąpiła prawdopodobnie przed rokiem 1440, z tego roku bowiem pochodził dokument potwierdzający prawa dobrzyckich mieszczan, wydany przez ówczesnego dziedzica, Tumlina z Dobrzycy. Z Dobrzycy pisali w XV w. Przybysław, Jan Grzymek, jego matka Chwałka, potem Maciej i Tomisław, aż wreszcie wspomniany Tumlin, występujący w źródłach w latach 1435-1453. Tumlin był osobą zaufaną ówczesnego wojewody poznańskiego Łukasza Górki. W latach 1447–1448 i 1451-1452 był burgrabią kaliskim, a następnie reprezentował wojewodę w jego różnych funkcjach.
Z roku 1491 pochodzi wzmianka o kolejnym Dobrzyckim: Grzymale z Dobrzycy, sędzi kaliskim. Dobrzyca stanowiła wówczas centrum dóbr, na które składały się miasto Dobrzyca, dwa folwarki oraz wieś Strzyżew. Bardzo szybko nastąpił jednak podział majętności. W 1510 roku dobra podzielone zostały pomiędzy Grzymisława a jego bratanków Jana i Mikołaja. Ożeniony w 1513 r. z Katarzyną Świańczyńską Jan, przejmuje całe przypadłe mu po ojcu części dobrzyckiego majątku, rezygnując na rzecz brata z części wsi Lgoty, z którą przez parę następnych stuleci związana będzie zapoczątkowana przez Mikołaja linii rodu Dobrzyckich. Jan Dobrzycki odziedziczonym majątkiem zawiadywał przez około 20 lat i zmarł prawdopodobnie około 1532 r.
Kolejnym właścicielem został syn Jana urodzony z drugiego związku z Dorotą Zdunowską – Wojciech.
Stan ten trwał co najmniej do 1550 roku. W 1579 r. połowę dóbr przejął Dobrogost Cielecki herbu Zaręba. Taki podział utrzymał się przez następne lata.

### Siedemnasty i osiemnasty wiek
Kolejny zapis pochodzi dopiero z 1632 roku Według niego cześć dóbr znajdowała się w rękach Adama Franciszka Dobrzyckiego, który zmarł ok. 1612 r. Po jego śmierci majątek przeszedł w ręce jego syna Jana, który zmarł w 1631 r. Kolejnymi właścicielami dóbr dobrzyckich byli Adam Franciszek (zm. ok. 1660) i jego synowie: Chryzostom (zm. 1667) oraz Jan (zm. 1690) Druga połowa znajdowała się w rękach Gabriela Bojanowskiego herbu Junosza. Jego syn Władysław dokonał wielu dziwnych operacji finansowych, sprzedając swój majątek w 1632 r. Chryzostomowi Mycielskiemu herbu Dołęga. Trzy lata później, w 1635 r. dobra przejmuje Stanisław Przyjemski herbu Rawicz, marszałek nadworny koronny i starosta generalny wielkopolski (zm. 1642) Część dóbr z kolei przejął w 1638 r. Jan Szołdrski herby Łodzia. Około 1650 r. właścicielem Dobrzycy został Stanisław Jaskólski, starosta krzemiński, a po nim jego syn i wnukowie.
Dopiero w 1697 r. całość dóbr ponownie znalazła się w rękach Michała Dobrzyckiego. Aczkolwiek informacja ta, nie jest w pełni wiarygodna, gdyż około 1662 r. część miasta i wsi Dobrzyca wraz z Klonowem posiadali Piotr i Jan Żychlińscy herbu Szeliga oraz wdowa po Janie, Anna z Powodowa Podolska, która dysponowała drewnianym dworem o dwóch izbach. Pozostała część Dobrzycy należała do Barbary Walewskiej, żony Piotra, starosty sieradzkiego.
Ostatecznie w 1717 r. wdowa po Michale, Anna z Radzewskich Dobrzycka (wraz z synami Antonim, Franciszkiem, Ignacym i Józefem) sprzedała Dobrzycę Aleksandrowi Gorzeńskiemu herbu Nałęcz, miecznikowi kaliskiemu, później podczaszemu kaliskiemu a kwotę 106 500 grzywien polskich. Aleksander po śmierci żony, Anny Koźmińskiej w 1726 r. został duchownym. Początkowo był proboszczem dobrzyckim, później archidiakonem i oficjałem kaliskim, wreszcie wikariuszem generalnym archidiecezji gnieźnieńskiej.
21 marca 1739 r. Aleksander sprzedał Dobrzycę wraz z Klonowem, Izbicznem i Korytami synowi Antoniemu Gorzeńskiemu (1710–1773). Ten był kolejno łowczym, stolnikiem i chorążym kaliskim, konsyliarzem generalnym konfederacji barskiej. W 1770 r. dobra dobrzyckie obciążone zostały przez wojska rosyjskie wysoką kontrybucją.

### Osiemnasty i dziewiętnasty wiek

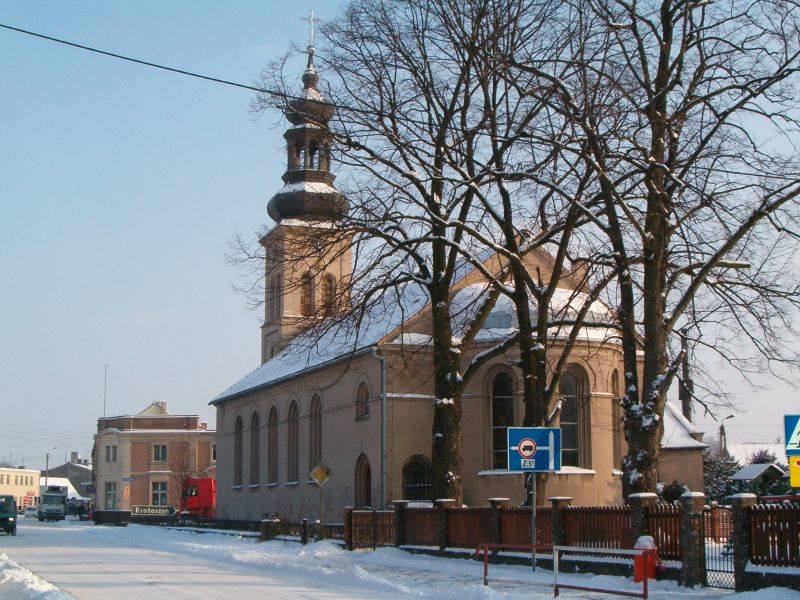
Kościół poewangelicki, późnoklasycystyczny

Na rok przed śmiercią, 20 czerwca 1772 r. Antoni odsprzedał dobra dobrzyckie swemu synowi Augustynowi za 280 000 złotych polskich. Augustyn szybko wspiął się po szczeblach kariery, był kolejno stolnikiem, chorążym, podkomorzym poznańskim, a od 1788 r. generalnym adiutantem przy królu Stanisławie Auguście. W roku 1774 uzyskał pruski tytuł hrabiowski, a w okresie księstwa Warszawskiego był senatorem i wojewodą poznańskim. Był też posłem na Sejm Wielki, współtwórcą Konstytucji 3 maja. Do swoich dóbr, na które wówczas składały się Dobrzyca – miasto oraz trzy wsie: Klonów, Izbiczno i Strzyżew powrócił w 1795 r. i rozpoczął przebudowę odziedziczonej rezydencji. Zadanie to powierzył znanemu warszawskiemu architektowi Stanisławowi Zawadzkiemu. Z uwagi na związki Gorzeńskiego z masonerią symbolika architektoniczna pałacu nawiązywała do tradycji wolnomularskich. Augustyn, dwukrotnie żonaty, po raz pierwszy z Aleksandrą Skórzewską z Łabiszyna (zm. 1802), a od 1813 r. z nieznaną bliżej Błońską, umarł bezpotomnie w 1816 r. i zapisał Dobrzycę synowi swej siostry Korduli Turno z Gorzeńskich herbu Nałęcz, matce generała Kazimierza Turno, herbu Trzy Kotwice (ożenionego z Heleną z Rogalińskich), po którego śmierci w 1817 r. dobra przejął jego małoletni syn, Jan Napoleon Turno.
Źle prowadzony i zadłużony majątek w 1835 r. został zlicytowany. Dobra dobrzyckie w 1838 r. przejął baron Friedrich Heinrich Ernst von Kottwitz dla swojej córki Fryderyki. W 1841 r. przekazał Dobrzycę córce i jej mężowi. Następnie w latach 1866–1890 Dobrzycą zarządzał Arthur Bandellow (syn Fryderyki i Loisa, wnuk barona Kottwitza), który całkowicie zrujnował gospodarkę, zaniedbując nie tylko pałac, ale i folwarki.
W 1890 r. zaniedbane dobra nabył dla swego syna Józefa hrabia Zygmunt Czarnecki herbu Prus III (1823–1908), właściciel Ruska, Gogolewa. Siekowa i Przybysławia, znany bibliofil, erudyta, właściciel ogromnego i znaczącego w tym czasie księgozbioru liczącego około 7000 woluminów (sprzedanego po jego śmierci do lwowskiej biblioteki Baworowskich, duża ich część, uratowana przed Sowietami, znajduje się dziś w Bibliotece Narodowej) oraz badacz dziejów masonerii. Hrabia Józef Czarnecki (1857–1922), ożeniony był ze Stanisławą z Lipskich, herbu Grabie, wnuczką generała Kazimierza Turno.

### Wiek dwudziesty
Nowy właściciel dbał o majątek. Jako członek wydziału powiatowego przeprowadził przez Dobrzycę budowę Krotoszyńskiej Kolei Dojazdowej relacji Krotoszyn – Pleszew. Pierwszy etap (na odcinku Krotoszyn – Dobrzyca) otwarto 15 maja 1900; drugi (na odcinku Dobrzyca – Pleszew) – 10 lipca 1900 r. Czarnecki był też założycielem (wraz z ks. Stanisławem Nizińskim) Kółka Rolniczego, któremu sam przez szereg lat przewodniczył oraz w 1898 Banku Ludowego, gdzie objął prezesurę Rady Nadzorczej. W 1898 r. hr. Czarnecki wraz ze wspomnianym już ks. Stanisławem Nizińskim oraz gospodarzem Andrzejem Morkowskim zainicjowali powstanie Banku Spółdzielczego, który rozpoczął swoją działalność na terenie 10 kwietnia 1898 roku.

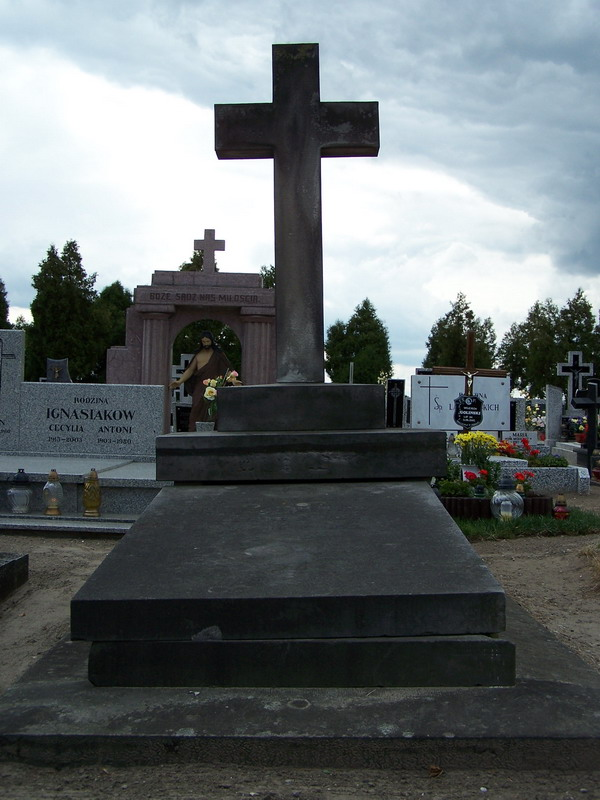
Grób Józefa hr. Czarneckiego w Dobrzycy

Józef Czarnecki zmarł 18 października 1922 r. (pochowany został na dobrzyckim cmentarzu parafialnym i tu spoczywa do dziś), a majątek dobrzycki przejął jego syn, Stefan. Dobrzyca pozostała w rękach Czarneckich do końca. W czasie, kiedy rządy sprawował hr. Stefan Czarnecki, pałac gościł marszałka Edwarda Rydza-Śmigłego.
Majątek był w rękach rodziny Czarneckich do czasu wybuchu II wojny światowej. We wrześniu Stefan Czarnecki wstąpił do wojska, w 1945 został zamęczony w sowieckim łagrze Kołyma (zmarł bezpotomnie). W pałacu pozostała matka, hrabina Stanisława Czarnecka z Lipskich (1863–1948) z córkami Wandą i Stanisławą, która wraz z internowanym ziemiaństwem została wywieziona do Koźmina. Już wtedy dobra dobrzyckie były niezwykle mocno zadłużone, podobnie jak wiele innych majątków, na które premier Władysław Grabski nałożył – jak się okazało – zbyt wielkie zobowiązania finansowe.

## Herb Dobrzycy

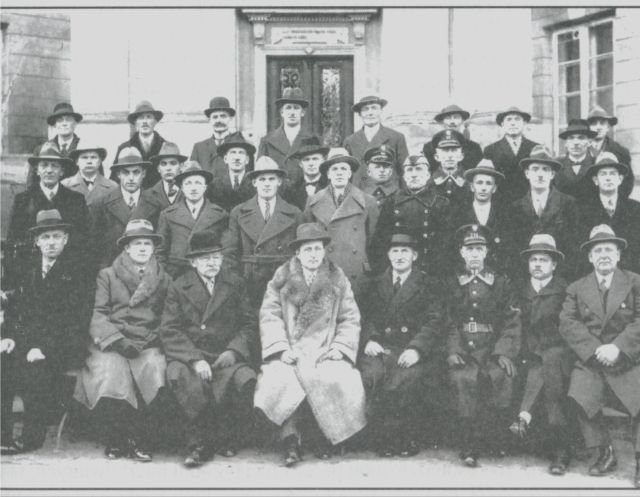
Hrabia Stefan Czarnecki (w środku) i jego goście

W roku 1440 Dobrzyca była wsią. Dopiero 16 maja 1440 r. otrzymała prawa miejskie z rąk Władysława Warneńczyka. Wraz z przywilejem praw miejskich Dobrzyca otrzymała swój herb, który przedstawiał biały krzyż jerozolimski (zwany też patriarchalnym) na czerwonym polu.
Z herbem Dobrzycy łączą się dwie legendy. Pierwsza mówi o tym, że gdy król Władysław Jagiełło zwoływał pospolite ruszenie na wojnę z zakonem krzyżackim, wtedy to z Dobrzycy na ową wyprawę wybrało się czterech braci. Wszyscy oni zginęli w czasie bitwy pod Grunwaldem 15 lipca 1410 r. W momencie, gdy dziedzic Dobrzycy Tumlin uzyskał od króla prawa miejskie dla Dobrzycy zastanawiano się nad herbem dla tego miasta. Wtedy to dziedzic opowiedział królowi o tych ochotnikach, którzy polegli w bitwie grunwaldzkiej i dla upamiętnienia tego wydarzenia herbem uczyniono znak składający się z czterech krzyży. Jakoby echem tego faktu jest herb umieszczony na sztandarze Bractwa Strzeleckiego z 1802 r., gdzie cztery krzyże umieszczone są pośrodku pola herbowego. Obecnie jedyny zachowany sztandar z 1927 r. jest własnością Bractwa i znajduje się w Muzeum w Dobrzycy.
Druga legenda wiąże się z jednym z dziedziców dobrzyckich. Mówi ona, że któryś z nich brał udział w wyprawach krzyżowych, stąd też na pamiątkę uczestnictwa w krucjatach w herbie umieszczono krzyż jerozolimski.
Wizerunek herbu nie był umieszczony na żadnym z budynków w Dobrzycy. Przypuszcza się jedynie, że znajdował się on wewnątrz gmachu starego Ratusza Miejskiego, który spłonął w czasie wielkiego pożaru miasta 29 października 1777 r.
Herb miasta jako taki przetrwał bez zmian do czasów współczesnych, z tym, że w różnych okresach historycznych różna była tarcza herbowa. Do dziś zachwiały się ryciny przedstawiające tarcze herbowe wraz z herbem Dobrzycy z lat: 1591, 1787, 1920 i 1933.
Herb miasta funkcjonował formalnie do 1934 roku kiedy to Dobrzyca została na 80 lat pozbawiona praw miejskich. Pozostawał jednak zawsze w pamięci mieszkańców jako symbol tej miejscowości. Dlatego też gdy pojawiła się taka możliwość po przemianach ustrojowych w Polsce w 1990 r. reaktywowany został jako herb gminy Dobrzyca. Prócz funkcji herbu gminy jest również używany jako logo. Używany jest on również jako znak nagłówkowy lokalnego pisma „Notatki Dobrzyckie”, na samochodach i sztandarach Ochotniczej Straży Pożarnej oraz na witrynie internetowej gminy. Znajduje się on także na okrągłej pieczęci kościoła parafialnego obwiedziony napisem w języku łacińskim Ecclesia Parochialis S. Theclae in Dobrzyca oraz jest jednym z symboli Bractwa Strzeleckiego.

## Przyroda

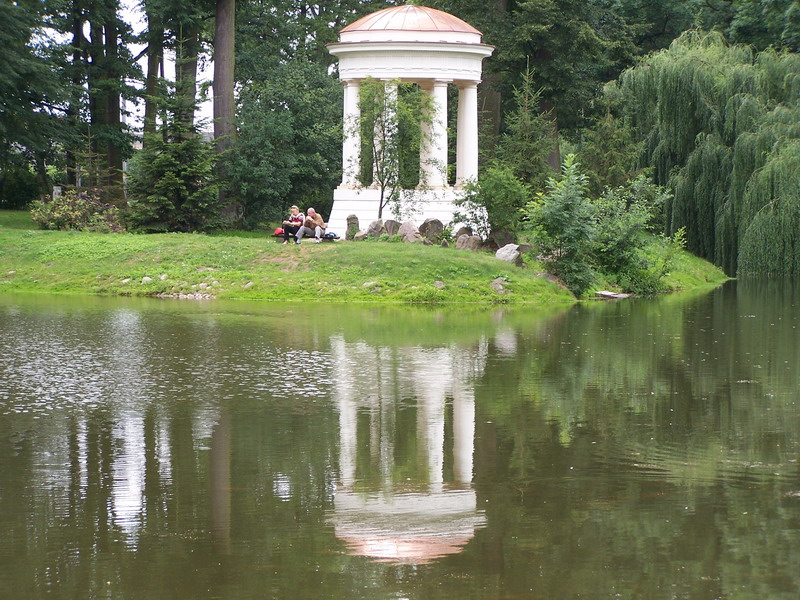
Zespół Pałacowo Parkowy w Dobrzycy, sztuczna wyspa z Monopterem

- Pałacowy park krajobrazowy, a w nim platan klonolistny zwany Platanem Konstytucyjnym, o obwodzie 1042 cm i wysokości 37m – jeden z największych w Polsce (trzecie najgrubsze drzewo w kraju[8]) – zasadzony podobno dla uczczenia Konstytucji 3 Maja przez samego Gorzeńskiego oraz paklon – najstarsze drzewo tego gatunku w Polsce,
- lasy, które wchodzą w skład Obszaru Chronionego Krajobrazu Dąbrowy Krotoszyńskie i Baszków Rochy.
- Aleja Platanów (droga na Pleszew) – posadzona 1 kwietnia 2006 roku (z okazji rocznicy śmierci Jana Pawła II)

## Części miejscowości
- Pleszewska
- Bielawy
- Dobrzyca
- Klonów
- Na kołku
- Nowy Świat
- Olesie
- Osiedle
- Praga
- Wybudowanie

Według Krajowego Rejestru Urzędowego Podziału Terytorialnego Kraju TERYT są tylko dwa podziały na: Nowy Świat (część miasta) i Olesie (część miasta).

## Gospodarka
Niewielki, ponadgminny ośrodek handlowo-usługowy (policja, poczta, ośrodek zdrowia, wyodrębnione niewielkie centrum) oraz przemysłowy (przemysł spożywczy – Okręgowa Spółdzielnia Mleczarska Kowalew-Dobrzyca (siedziba główna), gorzelnia, Vitax – wyspecjalizowany jest w produkcji herbat ziołowych i owocowych, farmaceutyków na bazie ziołowej, Adros – zakład drobiarski, eksportuje swoje produkty na teren całej Europy, a przede wszystkim do krajów członkowskich UE. Znaczny udział pracujących poza rolnictwem. W mieście znajduje się siedziba Banku Spółdzielczego, który ma swoje oddziały w Odolanowie, Rozdrażewie i Sośniach.

## Zabytki

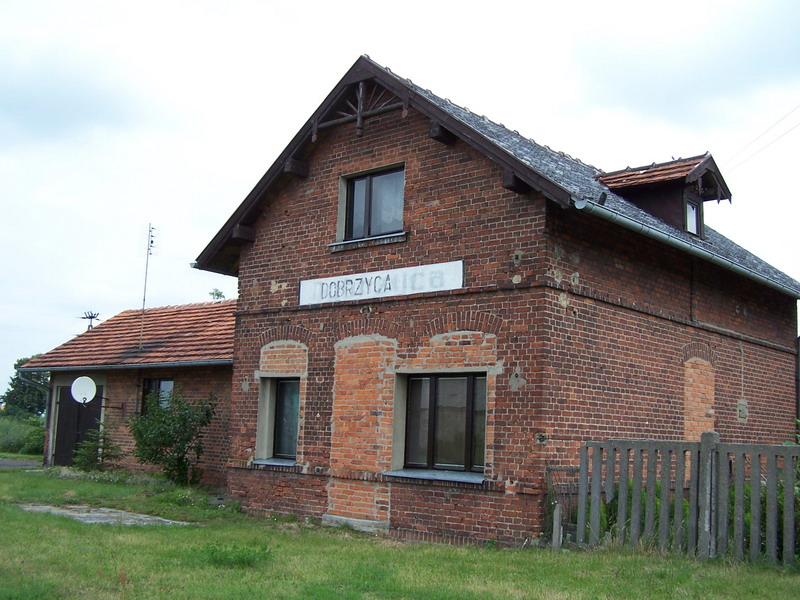
Budynek dawnej stacji PKP po zlikwidowanej Krotoszyńskiej Kolei Dojazdowej

- kościół pw. św. Tekli, parafialny, przy Rynku, drewniany, zbudowany przez cieślę Antoniego Wilczerowicza w 1778 r., powiększony w 1834 r., z rokokowym wyposażeniem dłuta Franciszka Eytnera, w ołtarzu obrazy Augustyna Kierblewskiego z lat 1780–1782 i obraz Gaetano Lapisa "Św. Józef z Dzieciątkiem" z 1756 r.,
- kościół poewangelicki, późnoklasycystyczny (lata 30. XIX wieku), murowany,
- dawny zajazd z końca XVIII wieku z sienią przejazdową w Rynku (zajazd pocztowy) przy ul. Rynek 16,
- pałac Gorzeńskich, położony w niewielkiej odległości od Rynku, w rozległym parku utrzymanym w stylu angielskim, klasycystyczny (aktualnie mieści się w nim Muzeum Ziemiaństwa w Dobrzycy),
- Ratusz Miejski z przełomu lat 20. i 30. XX wieku,
- dom mieszkalny przy ul. Pleszewskiej 1 (była parafia ewangelicka)
- Platany największe drzewa w Wielkopolsce

## Towarzystwo Miłośników Ziemi Dobrzyckiej
Towarzystwo Miłośników Ziemi Dobrzyckiej założono w 1990 r. Działa przede wszystkim na rzecz kulturalnego rozwoju gminy. Upowszechnia jej historię, promuje walory przyrodnicze, turystyczne i krajoznawcze oraz lokalną twórczość artystyczną. Wydaje biuletyn Notatki Dobrzyckie. Organizuje prelekcje, wystawy, konkursy, wycieczki krajoznawcze i uroczystości rocznicowe. Dzięki staraniom Towarzystwa upamiętniono tablicami osoby zasłużone dla gminy Dobrzyca (m.in. w kościele parafialnym pw. Wniebowzięcia NMP w Lutyni jest tablica upamiętniająca narodziny Samuela Twardowskiego).

## Bractwo Strzeleckie

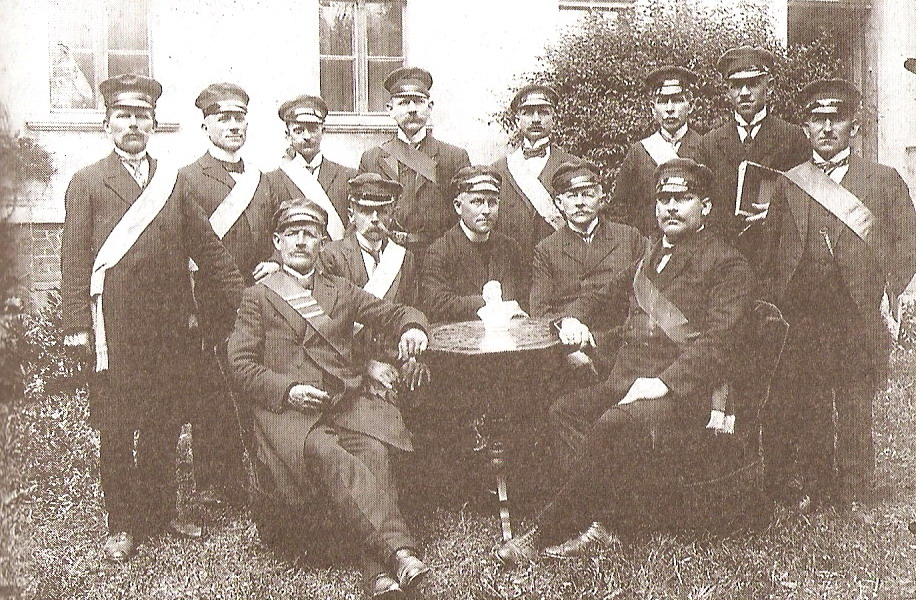
Zarząd Bractwa Strzeleckiego z 1924 r.

30 maja 1802 r. ówczesny dziedzic Dobrzycy gen. Augustyn Gorzeński powołał do życia Bractwo Strzeleckie, nadając mu statut i powołując pierwszego cechmistrza w osobie Kacpra Szablewskiego, który był burmistrzem miasta. Wówczas bractwo liczyło 53 członków, rekrutujących się z obywateli dobrzyckich. Pierwsze strzelanie o tytuł króla Bractwa miało miejsce 8 czerwca 1802 r. W ciągu następnego roku do Bractwa wstąpiło 66 członków, wszyscy cieszący się nieposzlakowaną opinia.
Dobre czasy Bractwa skończyły się w 1835 r., kiedy to dobra dobrzyckie przeszły w ręce niemieckie. Reaktywacja działalności nastąpiła dopiero 29 maja 1891 r., kiedy to Dobrzycę kupił hr. Józef Czarnecki. W 1904 r. został wydany statut kanoniczny, nadający Bractwu wyraźnie katolicki charakter. Według statutu, proboszcz, burmistrz i dziedzic, z racji pełnionych funkcji w społeczeństwie – stawali się braćmi honorowymi. Na mocy tego statutu stowarzyszenie przyjęło nazwę Bractwo Strzeleckie im. św. Tekli w Dobrzycy. Z tego powodu też, sztandar Bractwa znajduje się w dobrzyckim kościele. Bractwo posiadało też ladę, czyli skrzynię, w której przechowywało swoje skarby. Ich wartość przed wybuchem II wojny światowej szacowano na około 1250 zł.

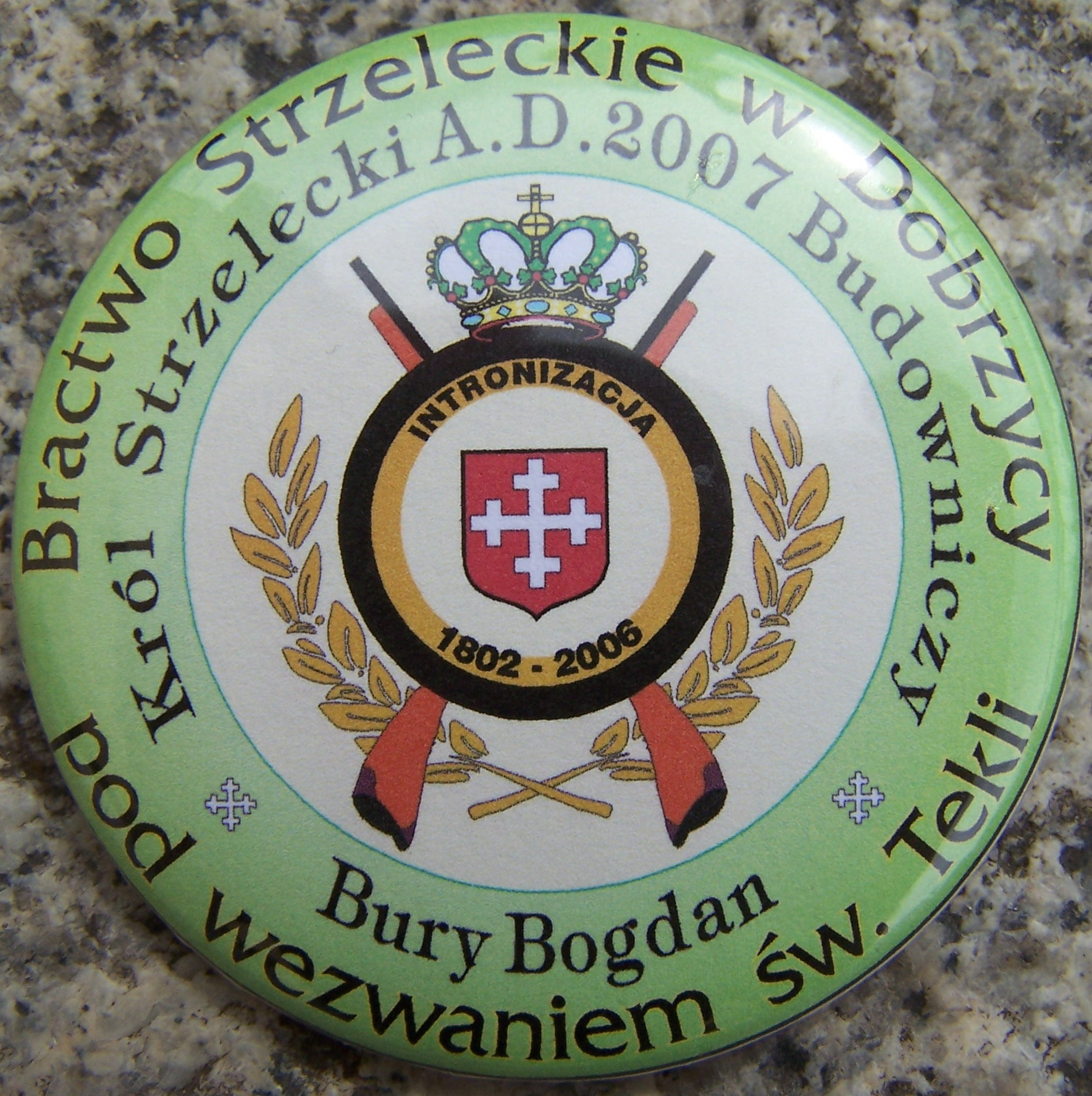
Okolicznościowa plakietka

Dokumenty (protokoły Bractwa z lat 1904–1939) oraz klejnoty Bractwa w czasie wojennej zawieruchy były przechowywane przez Józefa Lasocińskiego. Światło dzienne ujrzały dopiero 8 lutego 2003 r., kiedy to córka Józefa, Urszula Lasocińska zdeponowała je w sejfie parafialnym. W roku 2006 brackie cymelia oraz archiwalia zostały zdeponowane w ówczesnym Muzeum: Zespół Pałacowo-Parkowy w Dobrzycy, a z czasem wystawione na stałą ekspozycję muzealną.
Z chwilą odzyskanie niepodległości przez Polskę w 1918 r. nastąpiła reorganizacja Bractwa. Opracowany został nowy statut pod przewodnictwem ówczesnego proboszcza a projekt przedłożony najbliższemu z potomków Aleksandra Gorzeńskiego, Zbigniewowi hr. Ostroróg-Gorzeńskiemu. Nowy statut przyjęty i podpisany został w 1920 r. W 1927 r. Bractwo obchodziło 125. rocznicę założenia uroczystym Zjazdem okolicznych bractw połączonym z konkursowym strzelaniem. Królem Jubileuszowym został proboszcz dobrzycki ks. Stanisław Śniatała. Wybuch II wojny światowej w 1939 r. przerwał działalność Stowarzyszenia.
W 2006 roku reaktywowano Bractwo Strzeleckie pw. św. Tekli, przy czym pierwsze bezskuteczne kroki w tym kierunku podjęto już w 2002 roku. W ten sposób nawiązano do pięknej tradycji kurkowej w Dobrzycy. Bractwo nawiązało do dawnego umundurowania dobrzyckich kurków, tj. ciemnozielona marynarka z czarnym kołnierzem i srebrnymi guzikami, ciemne spodnie z lampasami i ciemny kapelusz.